# 納利納
納利納(梵文：Nalinapa)，印度大乘密宗人士，八十四成就者之一。

## 簡介
納利納意思是蓮藕，他是薩利波札城裡的窮人，靠從湖裡搜集蓮藕維生。某天遇見一位瑜珈士，瑜珈士為納利納宣說輪迴的痛苦與涅槃的功德，令他對輪迴生起厭離心，納利納便向瑜珈士求法，瑜珈士便授予密集金剛的灌頂，他禪修九年，證得大手印成就。在薩利波札廣行利益眾生四百年後，與五百五十位隨從，即身進入空行淨土。